# Agromyza daryalings
Agromyza daryalings är en tvåvingeart som beskrevs av Singh och Ipe 1973. Agromyza daryalings ingår i släktet Agromyza och familjen minerarflugor. Inga underarter finns listade i Catalogue of Life.